# Jodhpur (Distrikt)
Der Distrikt Jodhpur (Hindi जोधपुर जिला) ist ein Distrikt im westindischen Bundesstaat Rajasthan. Verwaltungssitz ist die gleichnamige Stadt Jodhpur.

## Bevölkerung
Die Einwohnerzahl liegt bei 3.685.681 (2011), mit 1.924.326 Männern und 1.761.355 Frauen.